# Hymenotes bolivari
Hymenotes bolivari är en insektsart som beskrevs av Kirby, W.F. 1910. Hymenotes bolivari ingår i släktet Hymenotes och familjen torngräshoppor. Inga underarter finns listade i Catalogue of Life.